# 安藤一夫
安藤 一夫（あんどう かずお、1959年〈昭和34年〉10月8日 - ）は、日本の俳優。東京都出身。身長173cm、体重69kg。血液型はA型。アニマ・エージェンシー所属。
錦城高等学校卒業。以前は境事務所、演劇集団 円に所属していた。

## 出演
※太字は主演

### テレビドラマ
- ドラマ人間模様「街・若者たちの今」（1982年5月30日 - 6月27日、NHK）
- 銀河テレビ小説（NHK）
  - 「かぐわしき日々の歌」（1983年1月31日 - 2月25日） - 間宮守之
  - 「独身送別会」（1988年1月4日 - 1月22日）
- 海にかける虹～山本五十六と日本海軍（1983年1月2日、TX / 東映）- 富崎一等水兵
- ポーラテレビ小説「おゆう」（1983年4月4日 - 9月30日、TBS）
- 太陽にほえろ!（NTV / 東宝）
  - 第563話「たすけて!」（1983年） - 森田和彦
  - 太陽にほえろ! PART2 第10話「DJ刑事・ステバチ作戦」（1987年） - 山岸勉
- NHK大河ドラマ（NHK）
  - 「山河燃ゆ」（1984年1月8日 - 12月23日） - 坂田 役
  - 「翔ぶが如く」（1990年1月7日 - 12月9日） - 伊地知正治 役
  - 「炎立つ」（1993-1994年） - 河田次郎守継 役
  - 「徳川慶喜」（1998年） - 小松帯刀 役
- 俺のバージンロード（1984年3月18日、TBS系） - 主役
- 連続テレビ小説「澪つくし」（1985年4月1日 - 10月5日、NHK）
- 妻そして女シリーズ(7)「年下の男」（1986年6月30日 - 8月1日、MBS）
- 火曜サスペンス劇場（NTV）
  - 「娘よ! 父は走る」（1986年1月）
  - 「女検事・霞夕子」（1987年1月）
  - 「吉備路殺人事件」（1989年5月、近代映画協会） - 刑事 役
  - 「愛と殺意の川」（1990年7月31日、松竹）
  - 「名無しの探偵シリーズ8・彼女の人生」（1992年、SAC）
  - 「地方記者・立花陽介9・信州上田通信局」（1997年）
  - 「追跡2」（1997年） - 谷孝一 役
  - 「警視庁鑑識班14女店員絞殺死体の指紋が暴く15年前の射殺事件 ― 刑事の養女は時効寸前の被害者の娘」（1997年4月9日） - 福岡（刑事）役
- 誇りの報酬 第16話「三河湾に哀歌をきいた」（1986年、NTV / 東宝） - 野口きよし 役
- ザ・ハングマン6 第6話 高熱レーザーで体を焼き切れ!（1987年、ABC/松竹芸能） - 堂本総合病院理事長  堂本 安彦 役
- あぶない刑事 第32話「迷路」（1987年5月17日、NTV / セントラル・アーツ） - 深見こういち 役
- もっとあぶない刑事 第12話「突破」（1988年12月23日、NTV / セントラル・アーツ） - 赤木 役
- 月影兵庫あばれ旅 第2シリーズ 第4話「弱い女が一番怖い」（1990年、TX / 松竹） - 赤川修之介 役
- 刑事貴族　第14話「その時、正義が死んだ」(1990年9月14日、NTV/東宝) - 中杉 役
- 水曜ドラマ「マダム・りん子の事件帖」（1991年1月9日 - 3月20日、NHK） - 池郁夫 役
- 鬼平犯科帳 第3シリーズ 第1話「鯉肝のお里」（1991年、CX / 松竹） - 岩吉 役
- さすらい刑事旅情編IV 第9話「水郷の花嫁・過去を捨てた女」（1991年12月11日、テレビ朝日）- 岩崎直人 役
- 花王 愛の劇場「結婚専科30」（1992年4月13日 - 5月29日、TBS）
- 父子鷹（1994年1月 - 3月、NTV） - 岡野孫一郎 役
- 銭形平次 第4シリーズ 第3話「呪われた女」（1994年、CX） - 巳之吉 役
- 水戸黄門（TBS / C.A.L）
  - 第23部 第20話「悪を糺した神楽面 -浜田-」（1994年12月19日） - 新吉 役
  - 第24部 第18話「銘酒の里の悪退治 -柳井-」（1996年1月22日） - 巳之助 役
  - 第25部 第18話「命を賭けた唐津焼 -唐津-」（1997年4月28日） - 大島左平 役
  - 第27部 第8話「黄門様はニセ黄門!? -横手-」（1999年5月10日） - 恵比寿屋蓑吉 役
  - 第28部 第18話「恐れ入ったか! お茶壺道中 -草津-」（2000年7月3日） - 折平 役
- 十時半睡事件帖 第23話「老乃夢恋道行」（1995年） - 鈴木角之進 役
- 金曜時代劇「とおりゃんせ〜深川人情澪通り」（1995年9月15日 - 翌3月15日、NHK）
- 炎の奉行 大岡越前守（1997年、TX） - 富森助右衛門 役
- ウルトラシリーズ
  - ウルトラマンガイア 第8話「46億年前の亡霊」（1998年、MBS） - 梅沢ディレクター 役
  - ウルトラマンマックス 第28話「邪悪襲来」（2006年、CBC） - ボランティア団員 役
- ブースカ! ブースカ!! 第22話「テレビ局へ行こう!」（2000年、TX） - 津々見剛 役
- 女優・杏子（2001年1月4日 - 3月30日、THK）
- 御家人斬九郎 第5シリーズ 第2話「箱根の鬼」（2001年11月13日、CX / 映像京都） - 仙造 役
- 金曜エンタテイメント「女マネージャー金子かおる 哀しみの事件簿1」（2002年2月8日、CX） - 上司 役
- 忠臣蔵（2004年10月18日 - 12月13日、EX）
- 名奉行! 大岡越前2（2006年4月18日 - 7月18日、EX） - 岡村源八郎 役
- 指紋捜査官・塚原宇平の神業2（2006年） - 佐渡克己
- 臨場 続章 第9話 「傘」（2010年6月9日、EX）
- 土曜ドラマスペシャル「神様の女房」 第2話（2011年10月8日、NHK） - 桃栗電気社長 役
- 金曜プレステージ「赤い霊柩車シリーズ30」（2012年9月28日・10月5日、CX） - 東山宗助 役
- 相棒 Season 12 第12話「崖っぷちの女」（2014年1月15日、EX） - 加藤 役
- 新・牡丹と薔薇（2015年11月 - 2016年1月、THK） - 吉田峰靖 役

### 映画
- 夏の別れ（1981年10月10日、東映セントラルフィルム）
- ロリータ妻 微熱（1984年6月29日、にっかつ）
- スクラップ・ストーリー ある愛の物語（1984年7月14日、ジョイパックフィルム）
- 旅路 村でいちばんの首吊りの木（1986年11月1日、東宝）
- 親鸞 白い道（1987年5月9日、松竹）
- ちょうちん（1987年5月23日、東映）
- BU・RA・Iの女（1988年4月23日、にっかつ）
- 千羽づる（1989年6月24日、共同映画）
- 六本木バナナ・ボーイズ（1989年8月12日、東映）
- ドンマイ（1990年3月3日、松竹）
- 死の棘（1990年4月28日、松竹） - 教師 役
- 墨東綺譚（1992年6月6日、東宝） ※墨にはさんずいが付く
- 遠き落日（1992年7月4日、松竹） - 石塚三郎 役
- さくら（1994年4月9日、ヘラルド）
- ひめゆりの塔（1995年5月27日、東宝）
- 三たびの海峡（1995年11月11日、松竹）
- サンクチュアリPART2（1995年12月28日、バンダイビジュアル）
- 眠る男（1996年2月3日、SPACE）
- 宮澤賢治 その愛（1996年9月14日、松竹）
- 極道の妻たち「決着(けじめ)」（1998年1月17日、東宝）
- カンゾー先生（1998年10月17日、東映）
- 郡上一揆（2000年12月23日、東映）
- 大河の一滴（2001年9月1日、東宝）
- GUN CRAZY Episode1 裏切りの挽歌（2002年5月11日、巴里映画・キュームービー）
- 宣戦布告（2002年10月5日、東映）
- 草の乱（2004年10月9日、映画「草の乱」製作委員会）
- 外与子（2006年）
- 北振斜めに射すところ（2007年）
- 山桜（2008年、東京テアトル）
- 鶴彬－こころの軌跡－（2009年）
- 信虎（2021年11月） - 跡部勝資 役

### 舞台
- 跡（1982年）
- めいっぱいに夢いっぱい（1988年5月11日 - 24日、本多劇場他）
- その角を曲がれば（1996年10月4日 - 6日、千本桜ホール）
- 愛でなく、恋でなし〜きりとった空改訂版（1997年5月22日 - 25日、銀座小劇場）
- 特別ハイパーリンク公演 ラストスクラム（1998年7月22日 - 26日、銀座小劇場）
- その角を曲がれば99"（1999年6月16日 - 20日、銀座小劇場）
- ラストスクラム'9（1999年10月27日 - 31日、千本桜ホール）
- 黄昏を待たずに（2000年5月17日 - 21日、劇場MOMO）
- 1/24（2001年6月13日 - 17日、劇場MOMO）
- KANNAZUKI（2003年7月10日 - 15日、劇場MOMO）
- わすれはなび（2004年3月5日 - 7日、銀座みゆき館）
- 第2回シナリオトーク「むかでのえさ」「同窓会」（2005年10月12日、シアターブラッツ）
- 1/24（2005年12月14日 - 18日、銀座みゆき館）

### ラジオドラマ
- アドルフに告ぐ（1993年、TBSラジオ） - 峠薫、本多芳男 役

### 人形劇
- 人形歴史スペクタクル 平家物語（1993年 - 1995年、NHK） - 平重盛、木曽義仲、平知盛、源範頼 役

### 吹き替え
- 月のひつじ（ロス・“ミッチ”・ミッチェル）